# حصن أودجير
حصن أودجير في مدينة أودجير في منطقة لاتور، ماهاراشترا في الهند هو حصن بني في العصر ما قبل الباهاماني، ويعود تاريخه إلى القرن الثاني عشر الميلادي. تشتهر بمعركة أودجير التاريخية عام 1760، والتي هَزم فيها المراثيون بقيادة ساداشيفراو باو نظام، وبعد ذلك وُقعت معاهدة أودجير. سُمي الحصن على اسم القديس الهندوسي أودايجيري ريشي.
منتشرة في جميع أنحاء التلال المحيطة عدد من نقاط المراقبة العسكرية القديمة وبيوت الراحة، التي بنيت باستخدام طين أبيض مميز. ومع ذلك، فإن جميع هذه المنشآت في حالة سيئة منذ فترة طويلة. من الممكن أن يكون حصن أودجير أيضًا معروفًا بوجود نفق عميق يربطه بحصون بهالكي وبيدار.
يحد الحصن 40-قدم-عٌمق (12 م) الخندق، يحتوي المكان على العديد من القصور، بالإضافة إلى "سمادهي أودايجير ماهاراج"، الذي يقع على عمق 60 قدمًا (حوالي 18 مترًا) تحت سطح الأرض الطبيعي. كما يحتوي على بعض النقوش النادرة المكتوبة باللغتين العربية والفارسية، التي تُظهر دعم الحكام المسلمين المحليين للمعرفة والثقافة على مر العصور. 
كان الحصن بمثابة قاعدة عسكرية للمراثيين من أجل الحفاظ على الضغط على النظام. ظلت القلعة تحت سيطرة المراثيين حتى عام 1818، ثم انتقلت بعد ذلك نحو نظام من البريطانيين.
في عام 2022، أثناء تنظيف مباني الحصن من المتطوعين، تم العثور على 5 مدافع وعدد كبير من قذائف المدفعية غير المستخدمة والتي يقدر تاريخها بالقرن الرابع عشر أو الخامس عشر. 

## روابط خارجية
- حصن أودجير
- مرحباً بكم في Udgir